# Saison 1970 de l'ATP
Résultats des principaux tournois de tennis organisés en 1970.

## Palmarès

### Simple
| Date  | Nom et lieu du tournoi                            | Cat.       | ($)     | Surf.        | Vainqueur         | Finaliste         | Score                   | Tableau |
| 19/01 | Australian Open, Sydney                           | G. Chelem  | 10 760  | Herbe (ext.) | Arthur Ashe       | Dick Crealy       | 6-4, 9-7, 6-2           | Tableau |
| 02/02 | Philadelphie Indoor Open, Philadelphie            | Grand Prix | 5 000   | Synthétique  | Rod Laver         | Tony Roche        | 6-3, 8-6, 6-2           | Tableau |
| 13/04 | Tournoi de Monte-Carlo, Monte-Carlo               | Grand Prix |         | Terre (ext.) | Željko Franulović | Manuel Orantes    | 6-4, 6-3, 6-3           | Tableau |
| 01/05 | Roland Garros, Paris                              | G. Chelem  |         | Terre (ext.) | Jan Kodeš         | Željko Franulović | 6-2, 6-4, 6-0           | Tableau |
| 16/05 | Italian Championships, Rome                       | Grand Prix | 14 900  | Terre (ext.) | Ilie Năstase      | Jan Kodeš         | 6-3, 1-6, 6-3, 8-6      | Tableau |
| 03/06 | Rawlings Classic, Saint-Louis                     | Grand Prix |         | Synthétique  | Rod Laver         | Ken Rosewall      | 6-1, 6-4                | Tableau |
| 07/06 | Morocco Open, Casablanca                          | Grand Prix |         | Terre (ext.) | John Newcombe     | Andrés Gimeno     | 6-4, 6-4, 6-4           | Tableau |
| 15/06 | Queen's Club Open, Londres                        | Grand Prix |         | Herbe (ext.) | Rod Laver         | John Newcombe     | 6-4, 6-3                | Tableau |
| 22/06 | Wimbledon, Wimbledon                              | G. Chelem  |         | Herbe (ext.) | John Newcombe     | Ken Rosewall      | 5-7, 6-3, 6-3, 3-6, 6-1 | Tableau |
| 06/07 | Tournoi de tennis de Suède, Båstad                | Grand Prix |         | Terre (ext.) | Dick Crealy       | Georges Goven     | 6-3, 6-0, 6-4           | Tableau |
| 11/07 | Tournoi de tennis de Düsseldorf, Düsseldorf       | Grand Prix |         | Terre (ext.) | Wilhelm Bungert   | Christian Kuhnke  | 6-3, 6-1, 6-1           | Tableau |
| 18/07 | Swiss International Open, Gstaad                  | Grand Prix |         | Terre (ext.) | Tony Roche        | Tom Okker         | 7-5, 7-5, 6-3           | Tableau |
| 18/07 | Washington Star International, Washington         | Grand Prix |         | Dur (ext.)   | Cliff Richey      | Arthur Ashe       | 7-5, 6-2, 6-1           | Tableau |
| 20/07 | Cincinnati Western Championships, Cincinnati      | Grand Prix | 25 000  | Terre (ext.) | Ken Rosewall      | Cliff Richey      | 7-9, 9-7, 8-6           | Tableau |
| 27/07 | U.S. Men's Clay Court Championships, Indianapolis | Grand Prix | 50 000  | Terre (ext.) | Cliff Richey      | Stan Smith        | 6-2, 10-8, 3-6, 6-1     | Tableau |
| 02/08 | Dutch Open, Hilversum                             | Grand Prix |         | Terre (ext.) | Tom Okker         | Roger Taylor      | 4-6, 6-0, 6-1, 6-3      | Tableau |
| 02/08 | First National Classic, Louisville                | Grand Prix |         | Terre (ext.) | Rod Laver         | John Newcombe     | 6-3, 6-3                | Tableau |
| 09/08 | Tournoi de tennis de Kitzbühel, Kitzbühel         | Grand Prix |         | Terre (ext.) | Željko Franulović | John Alexander    | 6-4, 9-7, 6-4           | Tableau |
| 09/08 | US Pro, Boston                                    | Grand Prix |         | Dur (int.)   | Tony Roche        | Rod Laver         | 3-6, 6-4, 1-6, 6-2, 6-2 | Tableau |
| 12/08 | Rothmans Canadian Open, Toronto                   | Grand Prix | 15 000  | Terre (ext.) | Rod Laver         | Roger Taylor      | 6-0, 4-6, 6-3           | Tableau |
| 17/08 | German Open, Hambourg                             | Grand Prix |         | Terre (ext.) | Tom Okker         | Ilie Năstase      | 4-6, 6-3, 6-3, 6-4      | Tableau |
| 01/09 | Marlboro Open, South Orange                       | Grand Prix |         | Dur (ext.)   | Rod Laver         | Robert Carmichael | 6-4, 6-2, 6-2           | Tableau |
| 02/09 | US Open, Forest Hills                             | G. Chelem  | 137 800 | Herbe (ext.) | Ken Rosewall      | Tony Roche        | 2-6, 6-4, 7-6, 6-3      | Tableau |
| 19/09 | Pacific Southwest, Los Angeles                    | Grand Prix | 60 000  | Dur (ext.)   | Rod Laver         | John Newcombe     | 4-6, 6-4, 7-6           | Tableau |
| 28/09 | Pacific Coast Open, Berkeley                      | Grand Prix |         | Dur (ext.)   | Arthur Ashe       | Cliff Richey      | 6-4, 6-2, 6-4           | Tableau |
| 03/10 | Spanish Open, Barcelone                           | Grand Prix |         | Terre (ext.) | Manuel Santana    | Rod Laver         | 6-4, 6-3, 6-4           | Tableau |
| 18/10 | Open de Phoenix, Phoenix                          | Grand Prix |         | Dur (ext.)   | Stan Smith        | Jim Osborne       | 6-3, 6-7, 6-1           | Tableau |
| 01/11 | Stockholm Indoor Championships                    | Grand Prix |         | Dur (int.)   | Stan Smith        | Arthur Ashe       | 5-7, 6-4, 6-4           | Tableau |
| 08/11 | Tournoi de tennis de Buenos Aires, Buenos Aires   | Grand Prix |         | Terre (ext.) | Željko Franulović | Manuel Santana    | 6-4, 6-2, 6-0           | Tableau |
| 09/11 | Paris Indoor Open Championships, Paris            | Grand Prix |         | Synthétique  | Arthur Ashe       | Marty Riessen     | 7-6, 6-4, 6-3           | Tableau |
| 09/12 | Pepsi-Cola Masters, Tokyo                         | Masters    | 45 500  | Synthétique  | Stan Smith        | Rod Laver         | 4-6, 6-3, 6-4           | Tableau |

### Double
| Date  | Nom et lieu du tournoi                            | Cat.       | ($)     | Surf.        | Vainqueur                     | Finaliste                       | Score                    | Tableau |
| 19/01 | Australian Open, Sydney                           | G. Chelem  | 10 760  | Herbe (ext.) | Bob Lutz Stan Smith           | John Alexander Phil Dent        | 8-6, 6-3, 6-4            | Tableau |
| 02/02 | Philadelphie Indoor Open, Philadelphie            | Grand Prix | 5 000   | Synthétique  | Ilie Năstase Ion Țiriac       | Arthur Ashe Dennis Ralston      | 6-4, 6-3                 | Tableau |
| 13/04 | Tournoi de Monte-Carlo, Monte-Carlo               | Grand Prix | 5 000   | Terre (ext.) | Marty Riessen Roger Taylor    | Pierre Barthes Nikola Pilić     | 6-3, 6-4, 6-2            | Tableau |
| 01/05 | Roland Garros, Paris                              | G. Chelem  |         | Terre (ext.) | Ilie Năstase Ion Țiriac       | Arthur Ashe Charlie Pasarell    | 6-2, 6-4, 6-3            | Tableau |
| 16/05 | Italian Championships, Rome                       | Grand Prix | 14 900  | Terre (ext.) | Ilie Năstase Ion Țiriac       | Bill Bowrey Owen Davidson       | 0-6, 10-8, 6-3, 6-8, 6-1 | Tableau |
| 03/06 | Rawlings Classic, Saint-Louis                     | Grand Prix |         | Synthétique  | Andrés Gimeno John Newcombe   | Roy Emerson Rod Laver           |                          | Tableau |
| 15/06 | Queen's Club Open, Londres                        | Grand Prix |         | Herbe (ext.) | Tom Okker Marty Riessen       | Arthur Ashe Charlie Pasarell    | 7-9, 6-4, 9-7            | Tableau |
| 22/06 | Wimbledon, Wimbledon                              | G. Chelem  |         | Herbe (ext.) | John Newcombe Tony Roche      | Ken Rosewall Fred Stolle        | 10-8, 6-3, 6-1           | Tableau |
| 06/07 | Tournoi de tennis de Suède, Båstad                | Grand Prix |         | Terre (ext.) | Dick Crealy Allan Stone       | Željko Franulović Jan Kodeš     | 6-2, 2-6, 12-10          | Tableau |
| 18/07 | Swiss International Open, Gstaad                  | Grand Prix |         | Terre (ext.) | Cliff Drysdale Roger Taylor   | Tom Okker Marty Riessen         | 6–2, 6–3, 6–2            | Tableau |
| 18/07 | Washington Star International, Washington         | Grand Prix |         | Dur (ext.)   | Bob Hewitt Frew McMillan      | Ilie Năstase Ion Țiriac         | 7-5, 6-0                 | Tableau |
| 20/07 | Cincinnati Western Championships, Cincinnati      | Grand Prix | 25 000  | Terre (ext.) | Ilie Năstase Ion Țiriac       | Bob Hewitt Frew McMillan        | 6-3, 6-4                 | Tableau |
| 27/07 | U.S. Men's Clay Court Championships, Indianapolis | Grand Prix | 50 000  | Terre (ext.) | Arthur Ashe Clark Graebner    | Ilie Năstase Ion Țiriac         | 6-2, 10-8, 3-6, 6-1      | Tableau |
| 02/08 | Dutch Open, Hilversum                             | Grand Prix |         | Terre (ext.) | Bill Bowrey Owen Davidson     | John Alexander Phil Dent        | 6-3, 6-4, 6-2            | Tableau |
| 02/08 | First National Classic, Louisville                | Grand Prix |         | Terre (ext.) | John Newcombe Tony Roche      | Roy Emerson Rod Laver           | 8-6, 5-7, 6-4            | Tableau |
| 09/08 | Tournoi de tennis de Kitzbühel, Kitzbühel         | Grand Prix |         | Terre (ext.) | John Alexander Phil Dent      | Željko Franulović Jan Kodeš     | 6-4, 9-7, 6-4            | Tableau |
| 09/08 | US Pro, Boston                                    | Grand Prix |         | Dur (int.)   | Roy Emerson Rod Laver         | Ismail El Shafei Torben Ulrich  | 6-1, 7-6                 | Tableau |
| 12/08 | Rothmans Canadian Open, Toronto                   | Grand Prix | 15 000  | Terre (ext.) | Bill Bowrey Marty Riessen     | Cliff Drysdale Fred Stolle      | 6-3, 6-2                 | Tableau |
| 17/08 | German Open, Hambourg                             | Grand Prix |         | Terre (ext.) | Bob Hewitt Frew McMillan      | Tom Okker Nikola Pilić          | 6-3, 7-5, 6-2            | Tableau |
| 23/08 | Open de Merion, Mérion                            | Grand Prix |         | Dur (ext.)   | Ray Ruffels Bill Bowrey       | Jim McManus Jim Osborne         | 3-6, 6-2, 7-5            | Tableau |
| 01/09 | Marlboro Open, South Orange                       | Grand Prix |         | Dur (ext.)   | Patricio Cornejo Jaime Fillol | Andrés Gimeno Rod Laver         | 3-6, 7-6, 7-6            | Tableau |
| 02/09 | US Open, Forest Hills                             | G. Chelem  | 137 800 | Herbe (ext.) | Pierre Barthes Nikola Pilić   | Roy Emerson Rod Laver           | 6-3, 7-6, 4-6, 7-6       | Tableau |
| 19/09 | Pacific Southwest, Los Angeles                    | Grand Prix | 60 000  | Dur (ext.)   | Marty Riessen Tom Okker       | Robert Lutz Stan Smith          | 7-6, 6-2                 | Tableau |
| 28/09 | Pacific Coast Open, Berkeley                      | Grand Prix |         | Dur (ext.)   | Robert Lutz Stan Smith        | Roy Barth Tom Gorman            | 6-4, 6-2, 6-4            | Tableau |
| 03/10 | Spanish Open, Barcelone                           | Grand Prix |         | Terre (ext.) | Lew Hoad Manuel Santana       | Andrés Gimeno Rod Laver         | 6-4, 9-7, 7-5            | Tableau |
| 18/10 | Open de Phoenix, Phoenix                          | Grand Prix |         | Dur (ext.)   | Ray Ruffels Dick Crealy       | Jan Kodeš Charlie Pasarell      | 6-3, 6-7, 6-1            | Tableau |
| 01/11 | Stockholm Indoor Championships                    | Grand Prix |         | Dur (int.)   | Arthur Ashe Stan Smith        | Robert Carmichael Owen Davidson | 6-0, 5-7, 7-5            | Tableau |
| 08/11 | Tournoi de tennis de Buenos Aires, Buenos Aires   | Grand Prix |         | Terre (ext.) | Robert Carmichael Ray Ruffels | Željko Franulović Jan Kodeš     | 7-5, 6-2, 5-7, 6-7, 6-3  | Tableau |
| 09/12 | Pepsi-Cola Masters, Tokyo                         | Masters    | 45 500  | Synthétique  | Arthur Ashe Stan Smith        | Jan Kodeš Rod Laver             | 6–3, 6–4                 | Tableau |

### Double mixte
| Date     | Nom et lieu du tournoi       | Cat.      | ($)    | Surf.        | Vainqueur                          | Finaliste                          | Score         |         |
| 01/01/72 | Australian Open, Melbourne   | G. Chelem |        | Herbe (ext.) | Pas de tableau double mixte        |                                    |               |         |
| 22/05/72 | Roland-Garros, Paris         | G. Chelem |        | Terre (ext.) | Billie Jean King Bob Hewitt        | Françoise Dürr Jean-Claude Barclay | 3-6, 6-4, 6-2 | Tableau |
| 26/06/72 | The Championships, Wimbledon | G. Chelem |        | Herbe (ext.) | Rosie Casals Ilie Năstase          | Olga Morozova Alex Metreveli       | 6-3, 4-6, 9-7 | Tableau |
| 28/08/72 | US Open, Forest Hills        | G. Chelem | 80 000 | Herbe (ext.) | Margaret Smith Court Marty Riessen | Judy Tegart-Dalton Frew McMillan   | 6-4, 6-4      | Tableau |

### Coupe Davis
| Dates                       | Tournoi               | Lieu                            | Vainqueurs                                   | Finalistes                       | Score        | Tableau |
| --------------------------- | --------------------- | ------------------------------- | -------------------------------------------- | -------------------------------- | ------------ | ------- |
| Du 29/08/1970 au 31/08/1970 | Coupe Davis Dur (ITF) | Finale à Cleveland (États-Unis) | Arthur Ashe Cliff Richey Bob Lutz Stan Smith | Wilhelm Bungert Christian Kuhnke | 5 matchs à 0 | Tableau |